# Markiz Halifaksu
Baroneci Savile of Thornhill
- 1611–1622: George Savile, 1. baronet
- 1622–1626: George Savile, 2. baronet
- 1626–1644: William Savile, 3. baronet
- 1644–1695: George Savile, 4. baronet

Wicehrabiowie Halifax 1. kreacji (parostwo Anglii)
- 1668–1695: George Savile, 1. wicehrabia Halifax

Hrabiowie Halifax 1. kreacji (parostwo Anglii)
- 1679–1695: George Savile, 1. hrabia Halifax

Markizowie Halifax 1. kreacji (parostwo Anglii)
- 1682–1695: George Savile, 1. markiz Halifax
- 1695–1700: William Savile, 2. markiz Halifax

Baroneci Savile of Thornhill (cd.)
- 1700–1704: John Savile, 6. baronet
- 1704–1743: George Savile, 7. baronet
- 1743–1784: George Savile, 8. baronet